# Camille Polonceau

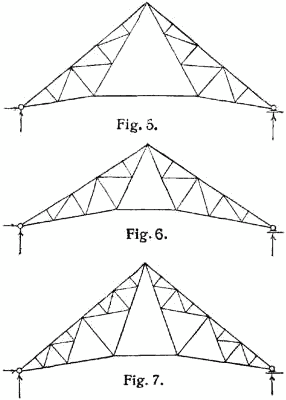
Polonceaubinder mit vier Unterteilungen (Bild 5 und 6) und mit sieben Unterteilungen (Bild 7); nach Otto Lueger, Lexikon der gesamten Technik, 1904

Jean-Barthélémy Camille Polonceau (* 29. Oktober 1813 in Chambéry; † 21. September 1859 in Viry-Châtillon) war ein französischer Eisenbahningenieur.

## Leben
Er war der Sohn von Antoine-Rémy Polonceau und leiblicher Cousin von Gustave Ernest Polonceau. Er bekam ein ausgezeichnetes Diplom von der École Centrale des Arts et Manufactures in Paris.
Polonceau ist der Erfinder des Polonceau-Binders mit doppelten Streben, die wie ein umgedrehtes V angeordnet sind. Binder sind das tragende Element zum Beispiel für Decken- oder Dachkonstruktionen.
Er ist auch der Konstrukteur des Eisenbahnzuges train impérial von Napoleon III. der Eisenbahngesellschaft Compagnie du chemin de fer de Paris à Orléans.

## Ehrungen
- Sein Name ist einer der 72 auf dem Eiffelturm verewigten Namen.
- Offizier der Ehrenlegion

## Bibliographie
- C. Polonceau: Notice sur nouveau système de charpente en bois et fer. In: Revue Générale de l’Architecture et des Travaux Publics. 1840.
- C. Polonceau, A. Perdonnet: Portefeuille de l'ingénieur des Chemins de fer. L. Mathias, Paris 1843–1846.
- Louis Le Chatelier, Eugène Flachat, Jules Pétiet, Jules Alexandre Petiet, Camille Polonceau: Guide du mécanicien constructeur et conducteur de machines locomotives. Dupont, Paris 1859.